# Cheat Codes
Cheat Codes ist ein US-amerikanisches EDM-Trio aus Los Angeles, welches aus den DJs und Musikproduzenten Matthew Russel, Trevor Dahl und Kevin Ford besteht. Dahl agiert ebenfalls als Sänger ihrer Produktionen. Im Jahr 2016 erreichten sie mit dem Lied Sex die Top-20 der deutschen Musikcharts.

## Karriere

### Bis 2015: Entstehung des Projekts
Cheat Codes besteht aus den Musikern Trevor Dahl, Kevin Ford und Matthew Russell. Dahl und Russel lernten sich in Los Angeles kennen. Dahl war auf der Suche nach einem Schlafplatz und Russel ließ ihn in seiner Wäschekammer wohnen. Diese baute er zu einem Studio um, in dem er unter dem Namen Plug In Stereo produzierte. Die beiden Musiker arbeiteten immer öfter zusammen, woraus auch ihr erster Song Visions entstand.
Durch einen weiteren Freund stieß schlussendlich auch Ford dazu. Dieser war zu diesem Zeitpunkt noch Rapper, dessen Beats von Russel produziert wurden. Durch Klage seitens des Duos landeten sie gemeinsam vor Gericht, woraufhin sie beschlossen eine Karriere als DJs zu starten. Fords ältere Brüder Tom und Rich waren in einer Rockband aktiv, in der sie unter anderem mit Duran Duran auf Tour gingen. Sie agierten als Kevins Idole und sagten ihm, sie hätten den Cheat Code fürs Leben gefunden, was ausschlaggebend für ihren Projektnamen war. In einem Interview sagten sie dazu: „Wir wollen wirklich die Vorstellung verkörpern, dass alles möglich ist, denn der echte ‚Cheatcode‘ zum Leben ist, dass man das tut, was man liebt und wir hoffen ebendiese Energie durch unsere Musik zu vermitteln“.

### 2015: Erste Veröffentlichungen
Am 14. April 2015 veröffentlichten sie mit Adventure erstmals eine Single unter dem Namen „Cheat Codes“. Diese entstand in Zusammenarbeit mit dem Produzenten Evan Gartner. Es folgte eine Reihe weiterer Singles, die von Cheat Codes selber vertrieben wurde, darunter auch ihre eigentlich erste Produktion Visions am 9. Juli 2015. Mit dieser konnten sie jedoch auch nur im kleineren Kreise Beachtung erlangen. Ein Remix vom rumänischen DJ und Produzenten Boehm ermöglichte eine Veröffentlichung über „Universals“ Sublabel „Island Records“.
Kurz darauf wurde auch das niederländische Plattenlabel „Spinnin’ Records“ auf sie aufmerksam und ermöglichte eine Kollaboration mit dem deutschen DJ und Produzenten Moguai und dem Lied Hold On, mit der sie erstmals in die Beatport-Top-100 einstiegen.

### 2016: Kommerzieller Durchbruch
Am 19. Februar 2016 veröffentlichte das Trio das Lied Sex, welches in Zusammenarbeit mit dem niederländischen DJ-Trio Kris Kross Amsterdam entstand. Sex ist durch Einflüsse des EDM-Trap geprägt und basiert auf dem Lied Let’s Talk About Sex von Salt ’n’ Pepa aus dem Jahr 1991. Das Lied entwickelte sich zum ersten Erfolg der Gruppe und erreichte unter anderem die deutschen, britischen sowie auch Schweizer Single-Charts. Zudem konnte es in mehreren Ländern, darunter auch Deutschland und Großbritannien, Gold- und in Australien Platin-Status erreichen.
Es folgten weitere Produktionen, darunter auch das Lied Can’t Fight It, das in der EDM-Szene Aufmerksamkeit genoss, wodurch es unter anderem in dem Musikportal Beatport bis in die Top-10 vorrückte. Stilistisch lässt es sich über ihren eigentlichen Sound hinaus in die Future-House-Schiene einordnen. Am ersten Juli 2016 veröffentlichten sie das Lied Let Me Hold You (Turn Me On), mit dem es ihnen gelang, an den Erfolg von Sex anzuschließen. Die Cover-Version des 2003er Kevin-Lyttle-Hit Turn Me On konnte ebenfalls nahezu europaweit in die obere Hälfte der Single-Charts vorrücken. Produziert wurde es gemeinsam mit dem niederländischen Produzenten Dante Klein.
Ende des Jahres 2016 veröffentlichten sie zusammen mit Robin Schulz und David Guetta die Single Shed a Light. Mit dieser Single gelang ihnen erstmals ein Charterfolg mit einer Produktion, bei der es sich um keine Coverversion handelt. Sie erreichten in Deutschland zudem erstmals die Top-10 der Single-Charts und wurden im Frühjahr des Folgejahres in Italien mit einer Platin-Schallplatte ausgezeichnet. Auch im Vereinigten Königreich wurde es für 200 Tausend verkaufte Einheiten ausgezeichnet. Nach einem Lyrics-Video erschien Anfang Januar 2017 das dazugehörige, für seine Kreativität gelobte Musikvideo.

### 2017:No Promises
Im Dezember 2016 kam das Trio beim Z-Festival in Sao Paulo, Brasilien mit der US-amerikanischen Schauspielerin und Sängerin Demi Lovato in Kontakt. Durch die ständige Aufforderung ihrer Fans, mit ihr zusammenzuarbeiten, kamen Cheat Codes auf die Idee, Lovato einen Teil ihres bereits fertig gestellten Song No Promises neu einzusingen. Am 31. März 2017 erschien die neue Version ihres Liedes No Promises. Der Titel rückte in mehreren Ländern in die Top-100 vor.
Am 3. März 2017 veröffentlichten sie einen zusammen mit dem US-amerikanischen Sänger, Songwriter und Produzenten CADE entstandenen Remix des Liedes Pretty Girls von Sängerin Maggie Lindemann. Die Original-Version wurde bereits im Juni 2016 veröffentlicht, woraufhin ihr Remix jedoch für den eigentlichen Erfolg des Tracks sorgte.
In einem Interview mit dem Online-Magazin „Dance-Charts“ kündigten sie die Veröffentlichung einer EP an.

## Diskografie
Studioalben
| Jahr | Titel              | Anmerkungen                |
| ---- | ------------------ | -------------------------- |
| 2021 | Hellraisers, Pt. 1 | Erstveröffentlichung: 2021 |
| 2021 | Hellraisers, Pt. 2 | Erstveröffentlichung: 2021 |
| 2022 | Hellraisers, Pt. 3 | Erstveröffentlichung: 2022 |